# Краснолиманская улица
Краснолима́нская у́лица — улица в Юго-Западном административном округе Москвы на территории района Южное Бутово. Расположена между Изюмской и Богучарской улицами.

## История
Нынешняя Краснолиманская улица ранее входила в состав подмосковного рабочего посёлка Бутово. В 1984 году посёлок вошёл в состав Москвы. 6 февраля 1986 года объединением поселковых улиц Красной и Южной была образована Краснолиманская улица. Она была названа в честь украинского города Красный Лиман в связи с расположением на юге Москвы.

## Направление
Краснолиманская улица берёт начало у пересечения Алексинской и Богучарской улиц. Затем идёт на юго-запад. Пересекается с Мценской улицей Миргородской улицей, Миргородским проездом. Затем поворачивает на северо-запад и заканчивается на пересечении с Изюмской улицей.

## Транспорт
По улице не проходят маршруты наземного транспорта.
Ближайшая станция метро —  Улица Скобелевская.
Ближайшая железнодорожная станция — Бутово.

## Объекты
К улице относятся несколько многоквартирных жилых домов 1960-х годов постройки. На Краснолиманской улице дом 19Б находится Государственное бюджетное общеобразовательное учреждение города Москвы «Школа № 1161». Вдоль улицы расположен каскад прудов.